# Европейский маршрут E373
Европейский маршрут E373 проходит по территории Польши и Украины от Киева через Коростень, Сарны, Ковель, международный пункт пропуска Ягодин-Дорогуск, Хелм, Пяски до Люблина.
На территории Украины совпадает с автодорогой М-07, это автомобильная дорога с твёрдым (асфальтовым, бетонным) покрытием, имеет по одной полосе в каждом направлении. Народное название —  «Варшавка» .
На территории Польши автодорога E 373 является частью автодороги S12 (пол.). Кроме того, на участке от Пяски в Люблин трасса совместна с E 372.

## Маршрут автодороги
Путь проходит через следующие города:
- Польша: Люблин
- Украина: Ковель—Сарны—Коростень—Киев